# Ален Неф
Ален Неф (фр. Alain Nef, нар. 6 лютого 1982, Веденсвіль) — швейцарський футболіст, що грав на позиції захисника. По завершенні ігрової кар'єри — тренер. З 2021 року входить до тренерського штабу клубу «Цюрих».
Виступав, зокрема, за клуб «Цюрих», а також національну збірну Швейцарії.
Чемпіон Швейцарії. Чотириразовий володар Кубка Швейцарії.

## Клубна кар'єра
Народився 6 лютого 1982 року в місті Веденсвіль.
У дорослому футболі дебютував 2001 року виступами за команду «Вінтертур».
Згодом з 2002 по 2013 рік грав у складі команд «Цюрих», «П'яченца», «Удінезе», «Рекреатіво», «Трієстина» та «Янг Бойз». Протягом цих років виборов титул чемпіона Швейцарії, ставав володарем Кубка Швейцарії.
У 2013 році повернувся до клубу «Цюрих», за який відіграв 6 сезонів. Більшість часу, проведеного у складі «Цюриха», був основним гравцем команди. Завершив професійну кар'єру футболіста виступами за команду «Цюрих» у 2019 році.

## Виступи за збірні
Протягом 2002–2004 років залучався до складу молодіжної збірної Швейцарії. На молодіжному рівні зіграв у 18 офіційних матчах, забив 3 голи.
У 2008 році дебютував в офіційних матчах у складі національної збірної Швейцарії.
Загалом протягом кар'єри в національній команді, яка тривала 4 роки, провів у її формі 4 матчі, забивши 1 гол.

## Кар'єра тренера
Розпочав тренерську кар'єру відразу ж по завершенні кар'єри гравця, 2019 року, очоливши одну з юнацьких команд «Цюриха». З 2021 року увіишов до тренерського штабу головної команди того ж клубу.
| Дата       | Місто      | Господарі  | Результат | Гості      | Турнір            | Голи | Примітки |
| ---------- | ---------- | ---------- | --------- | ---------- | ----------------- | ---- | -------- |
| 20-8-2008  | Женева     | Швейцарія  | 4 – 1     | Кіпр       | товариський матч  | 1    |          |
| 10-9-2008  | Цюрих      | Швейцарія  | 1 – 2     | Люксембург | Відбір до ЧС 2010 | -    |          |
| 5-9-2009   | Базель     | Швейцарія  | 2 – 0     | Греція     | Відбір до ЧС 2010 | -    |          |
| 15-11-2011 | Люксембург | Люксембург | 0 – 1     | Швейцарія  | товариський матч  | -    |          |
| Усього     |            | Матчів     | 4         |            | Голів             | 1    |          |

## Титули і досягнення
- Чемпіон Швейцарії (1):

«Цюрих»: 2005-2006
- Володар Кубка Швейцарії (4):

«Цюрих»: 2004-2005, 2013-2014, 2015-2016, 2017-2018